# Bảo tàng Khu vực ở Krasnystaw
Bảo tàng Khu vực ở Krasnystaw (tiếng Ba Lan: Muzeum Regionalne w Krasnymstawie) là một bảo tàng tọa lạc tại số 5A Phố Piłsudskiego, Krasnystaw, Ba Lan.

## Lịch sử
Nhờ sự nỗ lực và đam mê của Zygmunt Tokarzewski (một giáo viên hội họa) và sự giúp đỡ của các cấp chính quyền, Bảo tàng Khu vực ở Krasnystaw được thành lập vào năm 1958. Ban đầu, các bộ sưu tập của Bảo tàng được đặt trong một ngôi trường nằm trong khuôn viên của Nhà thờ Thánh Phanxicô Xaviê.
Khi bắt đầu hoạt động, Bảo tàng Khu vực ở Krasnystaw chỉ có một phòng trưng bày. Trong các năm 1958-1962, Bảo tàng có thêm quỹ để tiếp tục triển lãm và cải tạo các phòng. Chính quyền thành phố đã tặng thêm hai phòng cho Bảo tàng. Các cuộc triển lãm mới được tổ chức. Hiện nay, sau khi trường được tu bổ vào năm 2008, Bảo tàng có 23 phòng với diện tích hơn 2000 mét vuông.

## Triển lãm
Bộ sưu tập của Bảo tàng Khu vực ở Krasnystaw hiện đang bao gồm khoảng 10.000 hiện vật và kỷ vật. Các vật triển lãm được trưng bày trong các chủ đề sau: khảo cổ học, lịch sử về hóa tệ học, nghệ thuật cổ, dân tộc học, và sản xuất bia. Ngoài ra, Bảo tàng cũng đang vận hành một thư viện với khoảng 6.000 cuốn sách chuyên môn.